# Płomień serca
Płomień serca (tyt. oryg. Heartfire) – powieść fantasy Orsona Scotta Carda z 1998 r., będąca piątą częścią cyklu Opowieści o Alvinie Stwórcy. W Polsce książka wydana została nakładem wydawnictwa Prószyński i S-ka.
Powieść była nominowana do nagrody Locusa za najlepszą powieść fantasy w 1999 r.